# Pinus yunnanensis
Pinus yunnanensis är en tallväxtart som beskrevs av Adrien René Franchet. Pinus yunnanensis ingår i släktet tallar, och familjen tallväxter.
Arten förekommer i Kina i provinserna Guizhou, Yunnan, Guangxi och Sichuan. Den växer i kulliga områden och i bergstrakter mellan 400 och 3100 meter över havet. Pinus yunnanensis ingår i skogar. Vid trädgränsen är den utformad som en buske. Trädet bildar skogar där nästan inga andra träd ingår eller skogar med Pinus armandii, Pinus tabuliformis och Pinus kesiya eller med Keteleeria evelyniana.
För beståndet är inga hot kända. Hela populationen anses vara stor.  IUCN kategoriserar arten globalt som livskraftig.

## Underarter
Arten delas in i följande underarter:
- P. y. pygmaea
- P. y. yunnanensis

## Bildgalleri

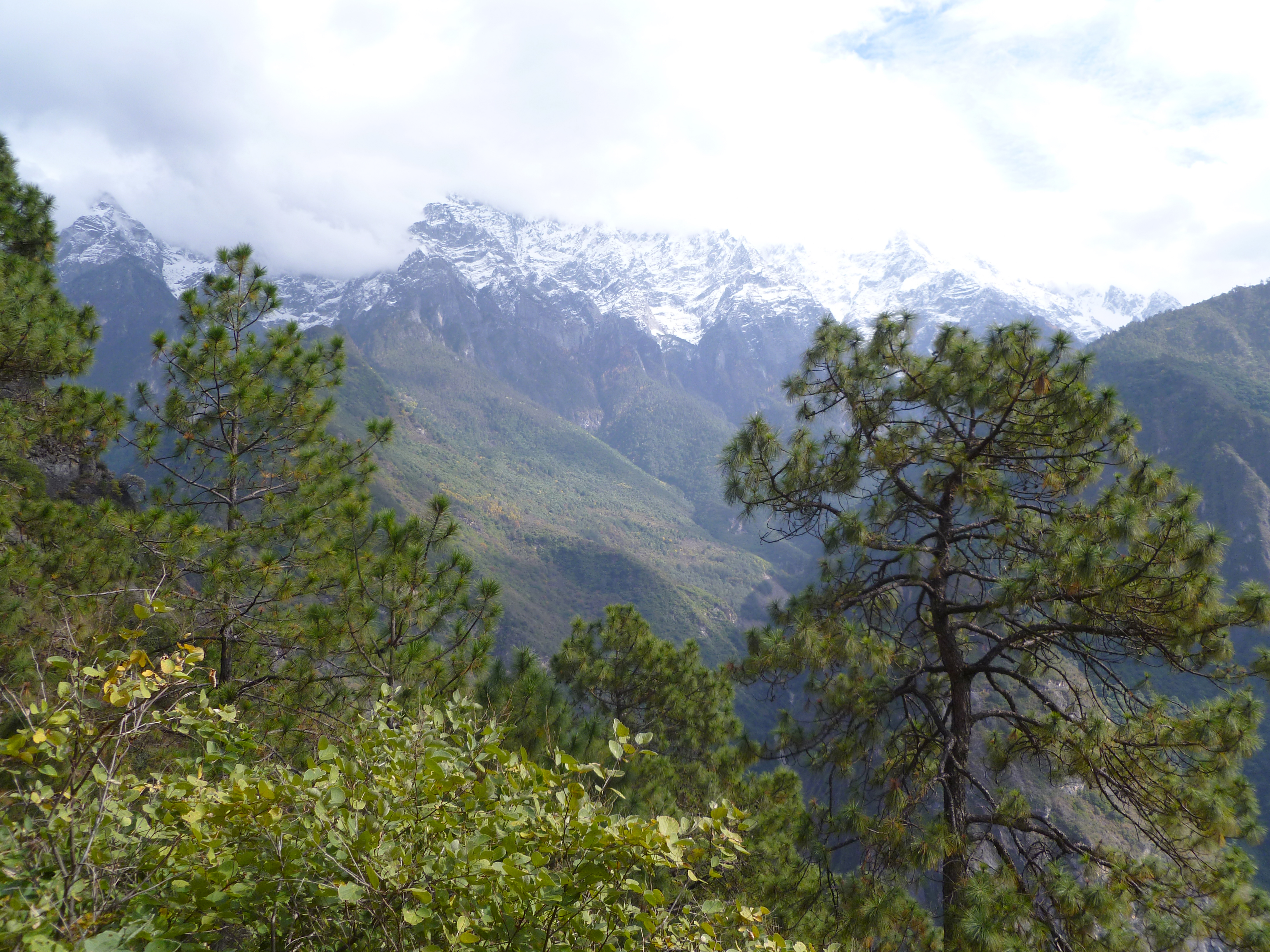
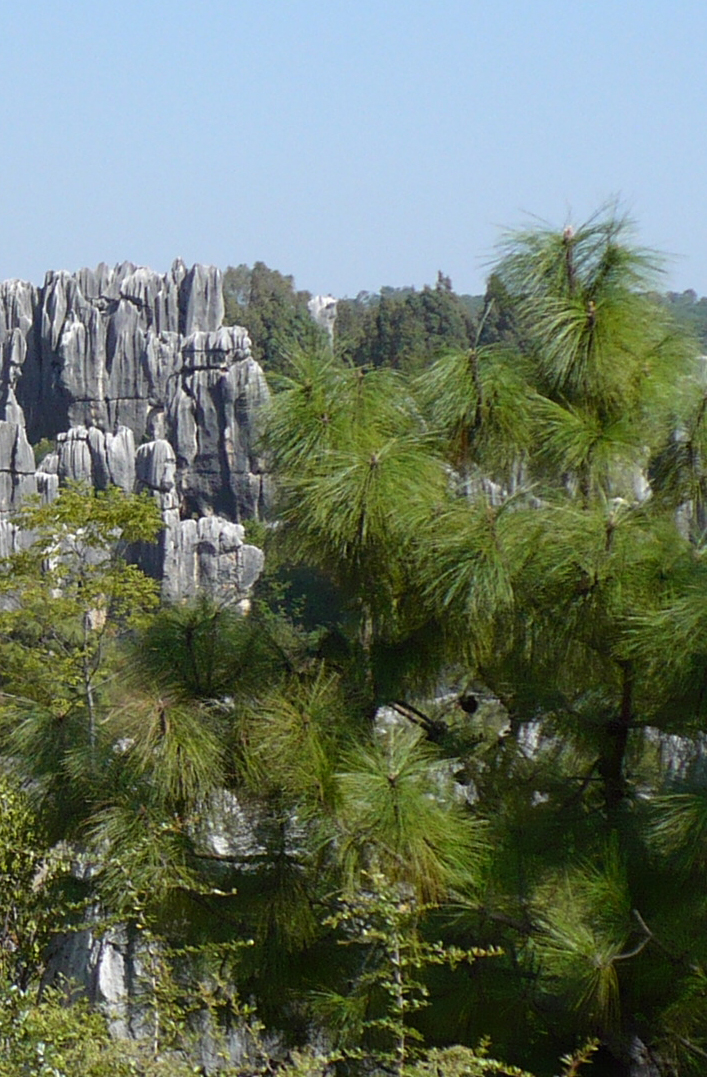
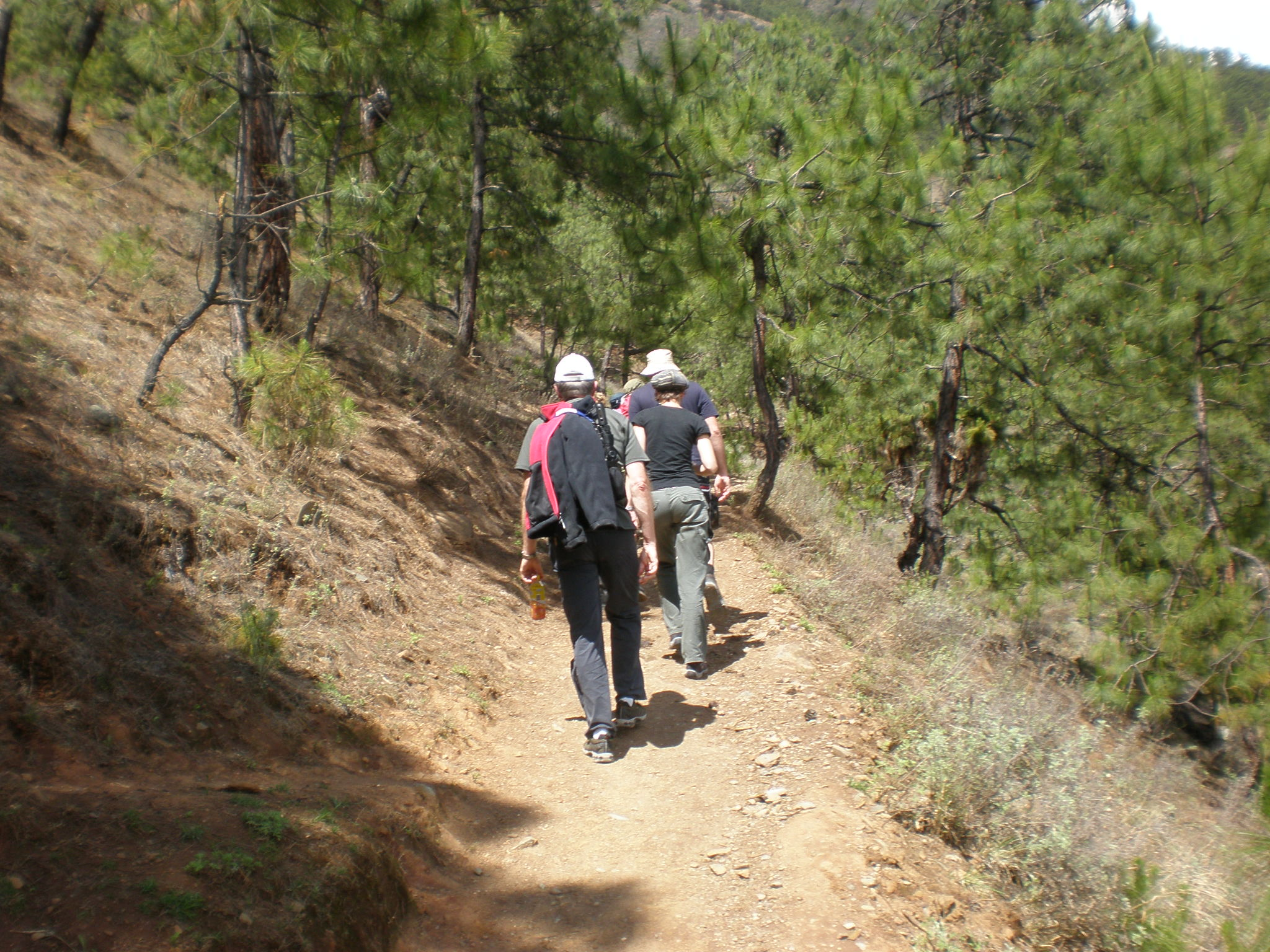
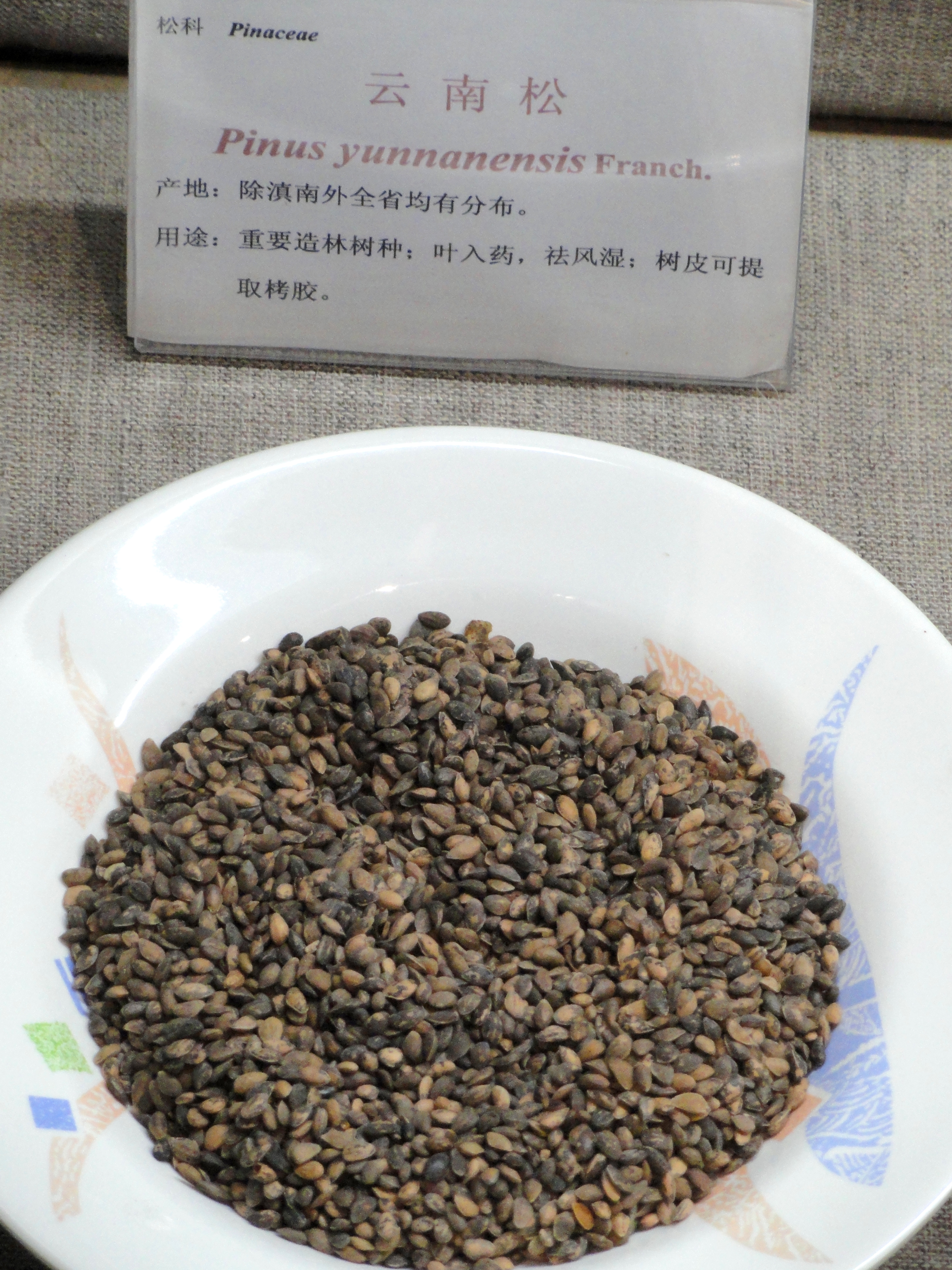
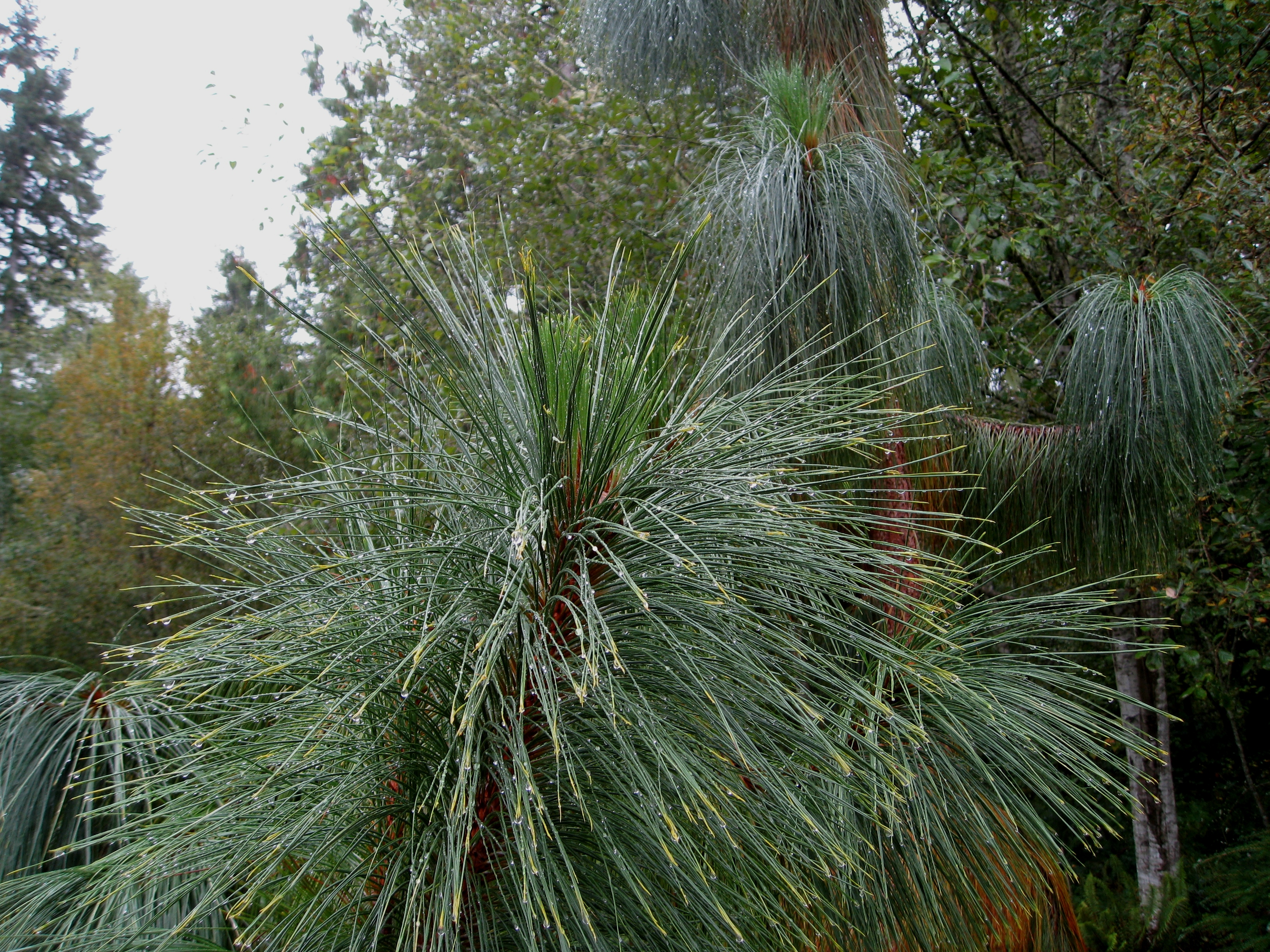
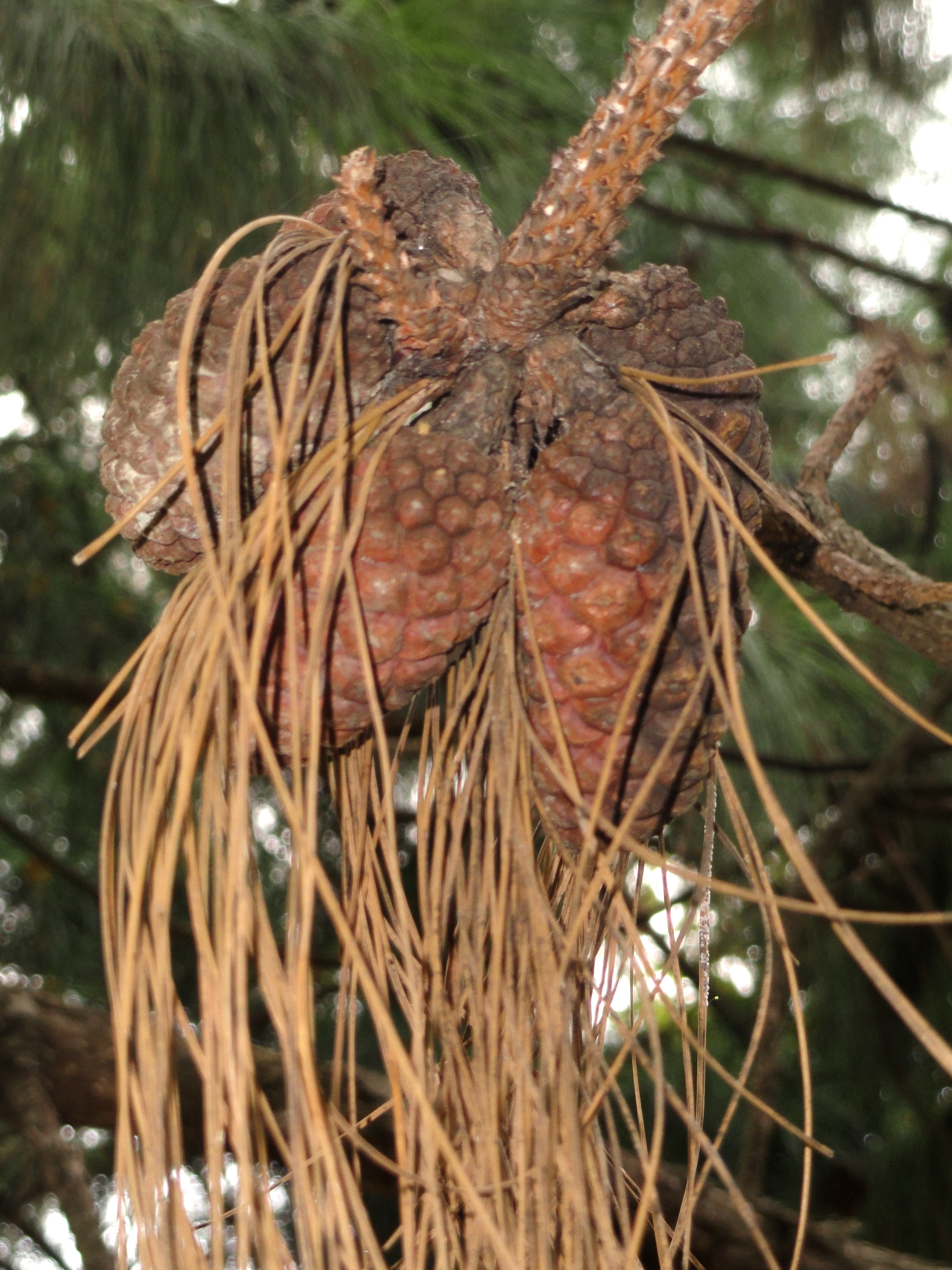